# Тургейс
Турге́йс (лат. Turgesius, англ. Turgeis; убит в 845) — один из наиболее известных предводителей викингов (хёвдингов), действовавших в Ирландии. Несмотря на то, что большинство сведений о Тургейсе носят легендарный характер, ряд историков считает его основателем современного Дублина и первым королём Дублинского королевства (839—845).

## Биография
Наиболее достоверные сведения о Тургейсе содержатся в ирландских анналах («Анналах Ульстера», «Анналах четырёх мастеров», «Анналах Клонмакнойса», «Хронике скоттов» и других), однако эти сообщения очень кратки. Более обширные сведения находятся в трудах поздних авторов (например, в исторической хронике XII века «Война ирландцев с чужеземцами» и сочинении Гиральда Камбрийского «Топография Ирландии»), однако содержащиеся в них данные носят легендарный характер и отвергаются большинством современных историков как малодостоверные.
Происхождение Тургейса точно неизвестно. На основании совпадений в биографиях Тургейса и Рагнара Лодброка среди историков XIX — начала XX веков была популярна версия о тождественности этих персоналий, однако сейчас это предположение считается ошибочным. Из-за хронологических нестыковок отвергается также свидетельство историка Снорри Стурлусона, согласно которому Тургейс был сыном первого короля Норвегии Харальда I Прекрасноволосого. В настоящее время историки считают Тургейса членом одной из знатных норвежских семей, точное определение которой на основе имеющихся источников является невозможным.
Согласно ирландским преданиям, Тургейс прибыл в Ирландию из Норвегии в 837 году с большим флотом, состоявшим из 120 кораблей. Предположение некоторых историков, основанное на этих преданиях, о том, что свой первый набег на Ирландию Тургейс мог совершить ещё в 820 году, не подтверждается современными событиям источниками. Точно неизвестно, был ли Тургейс главой над норвежскими викингами-язычниками с самого начала похода, как об этом говорит «Война ирландцев с чужеземцами»: анналы не называют имён вождей викингов, кроме некоего Саксолба, погибшего в первый год вторжения в битве с ирландцами. По прибытии в Ирландию флот викингов разделился: 60 кораблей поднялись вверх по реке Бойн, 60 — по реке Лиффи. Нанеся в битве тяжёлое поражение королю Миде Маэл Руанайду мак Доннхаде, норвежцы подвергли разорению большинство поселений вдоль обеих рек и впервые за всё время нападений на Ирландию остались зимовать здесь, устроив лагерь на озере Лох-Ней. В последующие годы викинги ещё больше расширили территорию своих набегов. Используя многочисленные реки и озёра Ирландии, они из построенных ими укреплённых лагерей совершали походы в северные и центральные районы острова: в 838 году ими было разбито войско короля Коннахта, в 839 году они разорили север острова, в том числе центр христианской Ирландии, монастырь в Арме, а на юге сожгли город Корк. Вероятно, к этому времени относится упоминаемое в хронике принятие Тургейсом титула «король всех чужеземцев Ирландии». 839 год ряд историков считает годом основания королевства викингов на острове Ирландия, впоследствии получившего название Дублинское королевство, хотя первым правителем, носившим титул «король Дублина», был Олав Белый, повторно завоевавший город в 853 году.

Дублин в IX веке

В 841 году анналы фиксируют основание викингами укреплённого форта в устье реки Лиффи. Историки приписывают это строительство Тургейсу, считая его фактическим основателем современного Дублина, так как до строительства крепости на этом месте было лишь небольшое сельское поселение. О правлении Тургейса в Дублине писал и Снорри Стурлусон. В 841 году подобные же укрепления были возведени в Уотерфорде и Аннагассане, а также была предпринята неудачная попытка строительства крепости в Лимерике. Позднее форты были возведены норвежцами и в других частях острова, что дало возможность викингам ежегодно совершать походы в отдалённые от побережья районы Ирландии. В ходе походов, совершённых норвежцами в 841—844 годах, под их властью оказалась бо́льшая часть острова, включавшая поселения Глендалох, Килдэр, Лисмор, Корк, Клонтарф, Дандолк, Бангор и Арма. Возможно, в их власти в это время оказался и второй по значимости религиозный центр острова — Клонмакнойс, о чём сообщает хроника «Война ирландцев с чужеземцами». Успехам викингов в значительной мере способствовали и междоусобицы, продолжавшиеся между ирландскими правителями даже несмотря на вторжение иноземцев, а под 842 годом в анналах сообщается об участии норвежцев в этих междоусобных войнах.
Особенно от походов норвежцев пострадали христианские центры Ирландии. Богатые монастыри острова были одной из главных целей нападений викингов, сопровождавших свои набеги грабежом и частичным уничтожением захваченных христианских святынь. Анналы почти каждый год сообщают о захвате монастырей, убийствах или пленении церковных иерархов (в начале 845 года в руки норвежцев попал аббат-епископ Армы Фориндан, неофициальный глава христианской церкви Ирландии). Хроника «Война ирландцев с чужеземцами» сообщает сведения, на основе которых историки делают предположение о намерении Тургейса ввести скандинавское язычество в качестве религии для всех жителей подчинённых им земель. Согласно хронике, предводитель викингов объявил себя аббатом Армы. Его жена, Ота, была сделана жрицей бога Тора в переделанном под святилище кафедральном соборе Клонмакнойса. Здесь она пророчествовала, сидя на бывшем церковном престоле. Для всех не-норвежцев на землях, завоёванных викингами, был введён обязательный налог в пользу Одина.
К правлению Тургейса ряд историков относит свидетельство испано-мусульманских авторов о посольстве, отправленном в 844 году эмиром Кордовы Абд ар-Рахманом II к королю норманнов, которые недавно совершили нападение на Севилью. Посольство возглавил поэт и дипломат аль-Газаль. В своих стихах, описывавших посольство, он сообщал, что правитель, к которому он был направлен, живёт на большом острове, обладает могущественной властью над своими подданными и имеет сильное войско. Аль-Газаль также воспел красоту Тевды, супруги этого правителя.

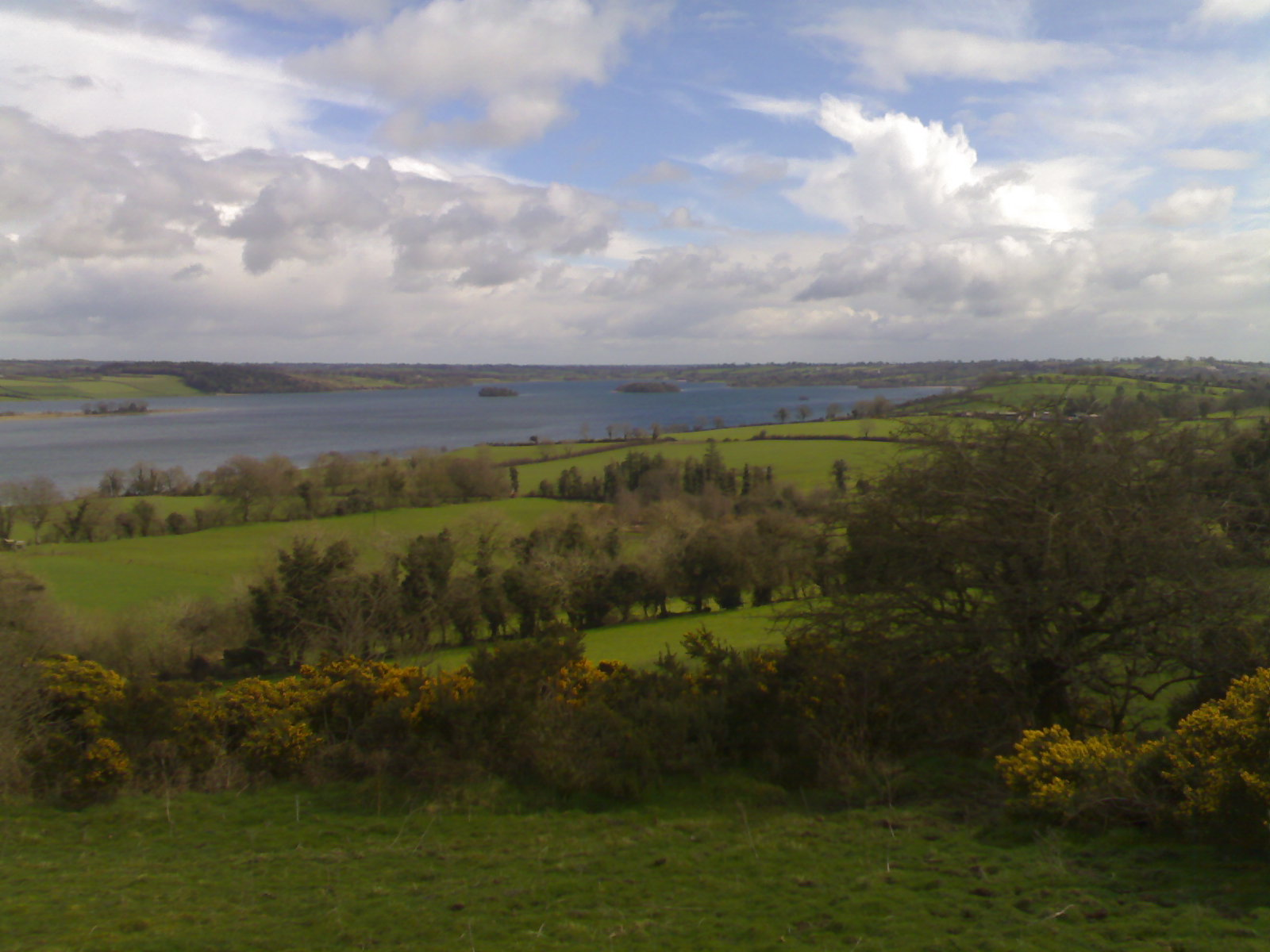
Вид на озеро Лох-Лейн

В начале 845 года викингам Тургейса, обосновавшимся на озере Лох-Лейн, удалось совершить несколько удачных нападений на северные и центральные районы Ирландии, во время которых они вновь разграбили владения королей Коннахта и Миде, Финснехты мак Томмалтайга и Фланна мак Маэл Руанайда. Также анналы сообщают о сожжении ими Клонмакнойса. Однако затем норвежцы потерпели в битве серьёзное поражение от верховного короля Ирландии Ниалла Калле. В это же время был отравлен Фроди, брат Тургейса.
Вскоре после этого и сам Тургейс был убит по приказу Маэлсехнайлла мак Маэл Руанайда, будущего верховного короля Ирландии. Анналы очень кратко описывают смерть Тургейса, говоря, что он был схвачен Маэлсехнайллом и утоплен в озере Лох-Оуэл. Современные историки отвергают как недостоверный передаваемый Гиральдом Камбрийским рассказ о гибели Тургейса. Согласно Гиральду, Тургейс полюбил дочь короля Маэлсехнайлла. Воспользовавшись этим, король ирландцев пообещал королю норманнов отдать дочь в жёны и назначил местом встречи жениха и невесты один из озёрных островков. Однако, когда Тургейс прибыл на остров с немногочисленной свитой, на него напали несколько молодых ирландских воинов, переодетых в женские платья. Тургейс был убит, его тело сброшено в озеро, а островок, на котором произошло убийство, с тех пор носит название «Остров Тургейса» (Inis Turesius).
После гибели Тургейса его королевство быстро пришло в упадок: уже в 846 году викинги потерпели четыре поражения подряд от различных ирландских правителей. Дальнейшие успехи ирландцев через несколько лет заставили почти всех норвежцев покинуть остров и возвратиться на родину. Только с прибытием в начале 850-х годов сначала датских викингов, а затем норвежцев во главе с Олавом Белым завоевание Ирландии викингами возобновилось с новой силой.